# Leucothoidae
Leucothoidae es una familia de crustaceos anfípodos marinos. Sus 170 especies se distribuyen por todo el mundo.

## Clasificación
Se reconocen los siguientes géneros:
- Anamixis Stebbing, 1897 – 24 especies
- Leucothoe Leach, 1814 – 126 especies
- Nepanamixis Thomas, 1997 – 4 especies
- Paraleucothoe Stebbing, 1899 – 2 especies
- Paranamixis Schellenberg, 1938 – 13 especies